# Chlorophorus rubricollis
Chlorophorus rubricollis är en skalbaggsart som först beskrevs av François Louis Nompar de Caumont de Laporte och Hippolyte Louis Gory 1841.  Chlorophorus rubricollis ingår i släktet Chlorophorus och familjen långhorningar.
Artens utbredningsområde är:
- Laos.
- Burma.

Inga underarter finns listade i Catalogue of Life.